# یوناس تورکف
یوناس تورکف (لهستانی: Jonas Turkow؛ ۱۵ فوریه ۱۸۹۸ – ۴ فوریهٔ ۱۹۸۸) بازیگر، فیلم‌ساز، نویسنده و مدیر اهل لهستان بود.
از فیلم‌ها یا مجموعه‌های تلویزیونی که وی در آن‌ها نقش داشته‌است می‌توان به «لامدوونیک» (۱۹۲۵) اشاره نمود.